# Haryana Republican Party
Haryana Republican Party, politiskt parti i den indiska delstaten Haryana. Partiet bildades 30 december 2003 då Republican Party of Indias ende ledamot i delstatsförsamlingen, Karan Singh Dalal, bröt sig ur. Samma dag bildades också Democratic Congress Party.
Många såg HRP som en quasistruktur, vars mål var att gå runt den indiska antipartibyteslagen (Anti-Defection Law) för att möjliggöra Dalals övergång till Kongresspartiet. Efter valet till Lok Sabha 2004 slog Dalal samman HRP med Kongresspartiet, men Haryanas talman genomskådade bluffen och avstängde Dalal (och fem andra ledamöter som gått över till Kongresspartiet) under Anti-Defection Law. Således misslyckades Kongresspartiets försök att vinna majoritet i Haryanas delstatsförsamling.